# Благовіщенка (Пологівський район)
Благові́щенка — село в Україні, у Комиш-Зорянській селищній громаді Пологівського району Запорізької області. Населення складає 970 осіб (2001).

## Географія
Село Благовіщенка розташоване за 153 км від обласного центру та 51 км від районного центру, на березі річки Грузька, вище за течією на відстані 1 км розташоване село Грузьке, нижче за течією примикає село Білоцерківка. Поруч пролягає автошлях Т 0819. Найближча залізнична станція Комиш-Зоря (за 9 км).

## Історія
Село засновано 1803 року на колишніх прикордонних землях Запорозької Січі та Кримського ханства. Першими мешканцями села були вихідці з Полтавщини та козаки села Голінка Чернігівської губернії. За декілька років у селі засновано Спасо-Преображенську парафію, збудовано церкву. Впродовж ХІХ століття до Благовіщенки переселялися десятки колоністів із села-донора — Голінки.
У селі було поширено виробництво жита, діяли млини складних конструкцій. Один із них перевезений до Музею народного побуту у місцевості Пирогів Києва у 1980-х роках.
Під час Другої світової війни чоловіче населення було примусово мобілізовано до сталінської армії, більшість якого загинуло —  1944 особи.
У 2003 році село урочисто відзначило 200-річчя від часу заснування.
7 серпня 2015 року, в ході децентралізації, Благовіщенська сільська рада об'єднана з Комиш-Зорянською селищною громадою.
17 липня 2020 року, в результаті адміністративно-територіальної реформи та ліквідації Більмацького району, село увійшло до складу Пологівського району.
З початку російського вторгнення в Україну село перебуває під тимчасовою окупацією російських загарбників.

## Населення

### Мова
Розподіл населення за рідною мовою за даними перепису 2001 року:
| Мова            | Кількість | Відсоток |
| --------------- | --------- | -------- |
| українська      | 1565      | 94.91%   |
| російська       | 71        | 4.31%    |
| румунська       | 5         | 0.30%    |
| вірменська      | 3         | 0.18%    |
| болгарська      | 1         | 0.06%    |
| білоруська      | 1         | 0.06%    |
| інші/не вказали | 3         | 0.18%    |
| Усього          | 1649      | 100%     |

## Економіка
- Сільськогосподарський ПК «Дружба».
- ТОВ «Агро-Дружба».

## Об'єкти соціальної сфери
- Середня загальноосвітня школа.
- Дитячий дошкільний навчальний заклад.
- Будинок культури.
- Амбулаторія.

## Пам'ятки
- 107-річний дуб.
- Ентомологічний і ботанічний заказник «Балка Конькова»[3]
- Комплексна пам'ятка природи місцевого значення Редути старих укріплень.

## Релігія

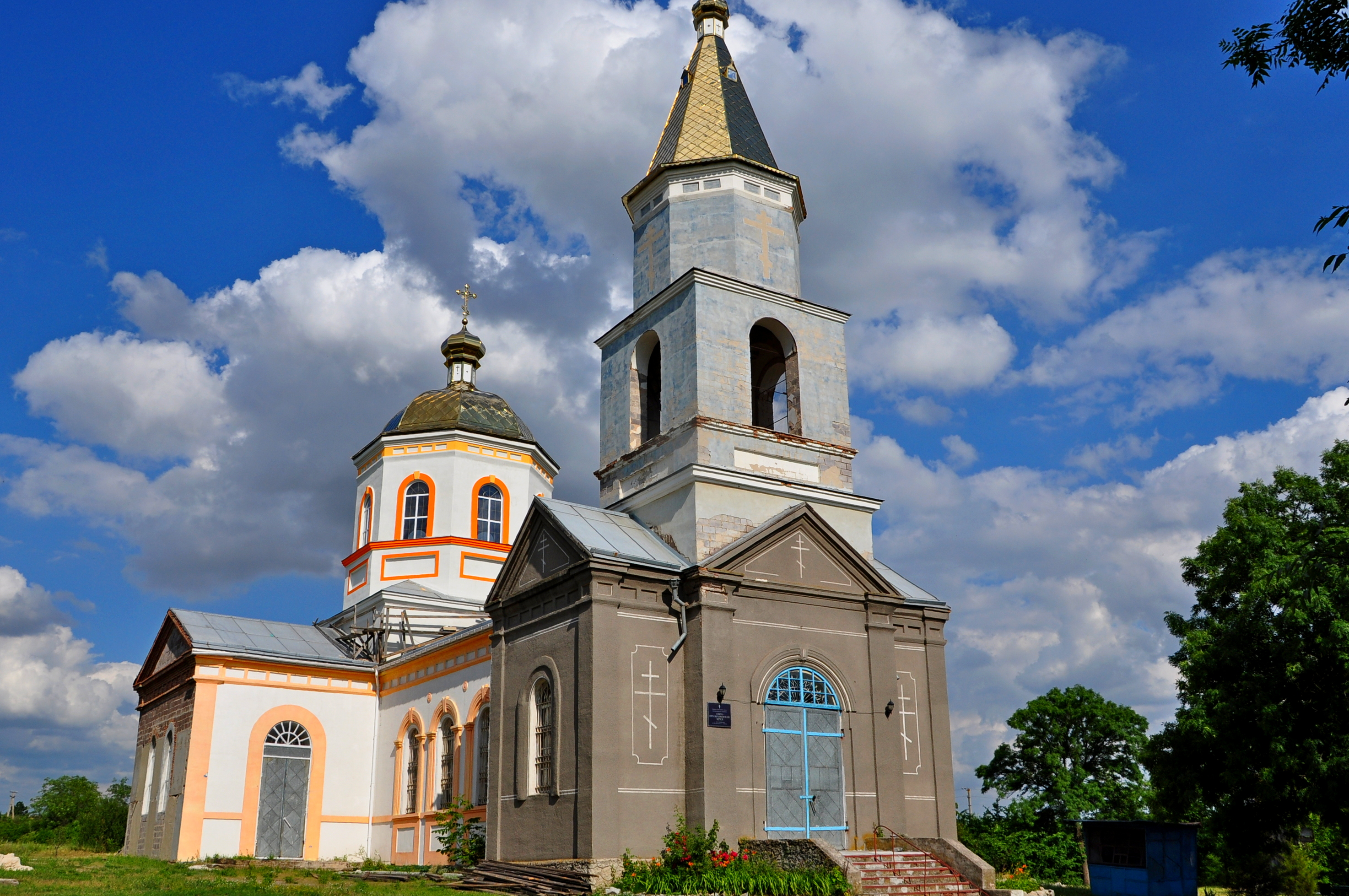
Спасо-Преображенська церква

- Спасо-Преображенська церква.